# Fa (Aude)
Fa – miejscowość i dawna gmina we Francji, w regionie Oksytania, w departamencie Aude. W 2013 roku populacja ówczesnej gminy wynosiła 390 mieszkańców. 
W dniu 1 stycznia 2019 roku z połączenia dwóch ówczesnych gmin – Fa oraz Rouvenac – powstała nowa gmina Val-du-Faby. Siedzibą gminy została miejscowość Fa. 

## Zabytki
Zabytki w miejscowości posiadające status Monument historique:
- wieża na planie prostokąta (Tour carrée)